# Miconia nervosa
Miconia nervosa là một loài thực vật có hoa trong họ Mua. Loài này được (Sm.) Triana mô tả khoa học đầu tiên năm 1871.

## Hình ảnh

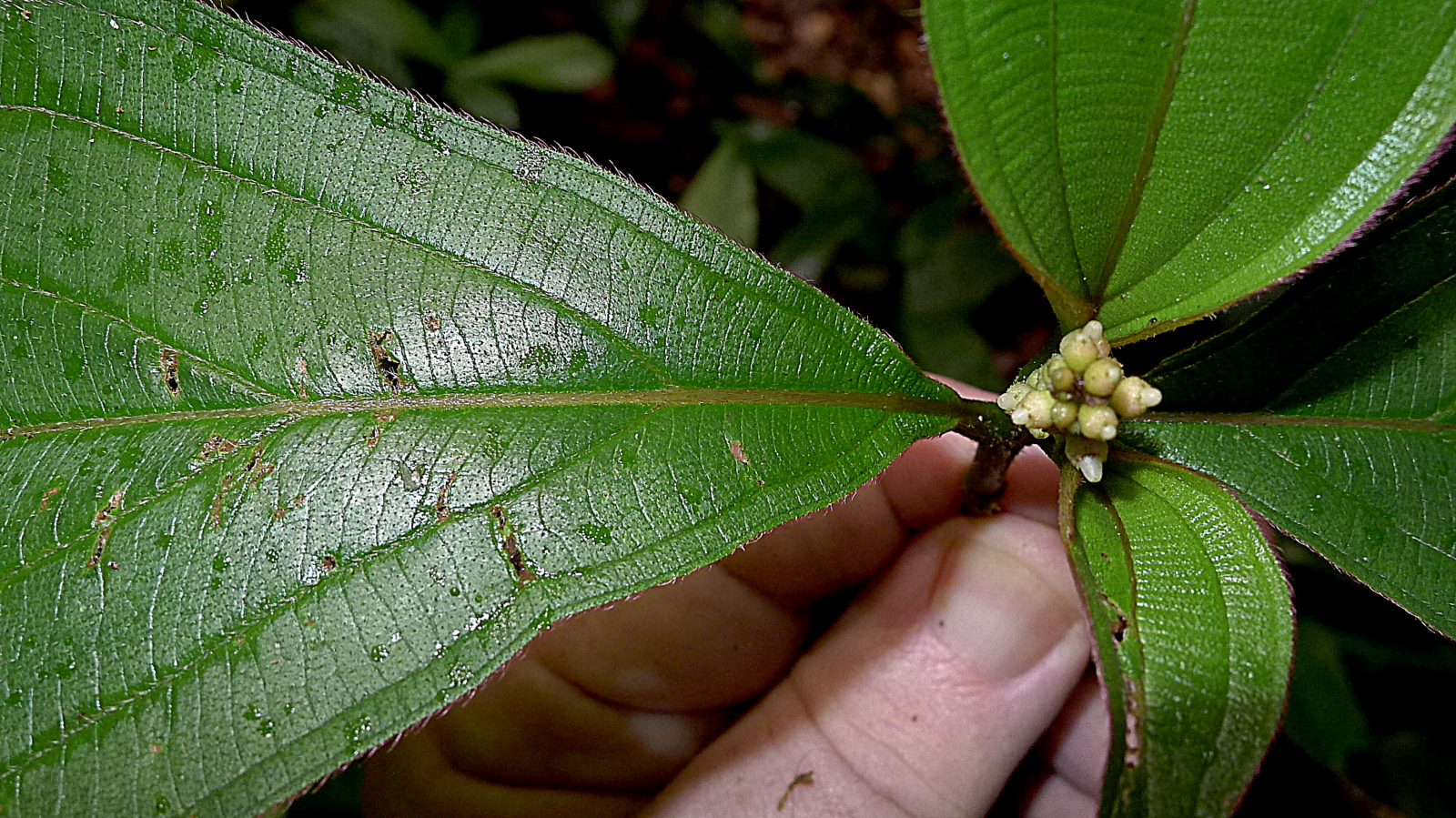
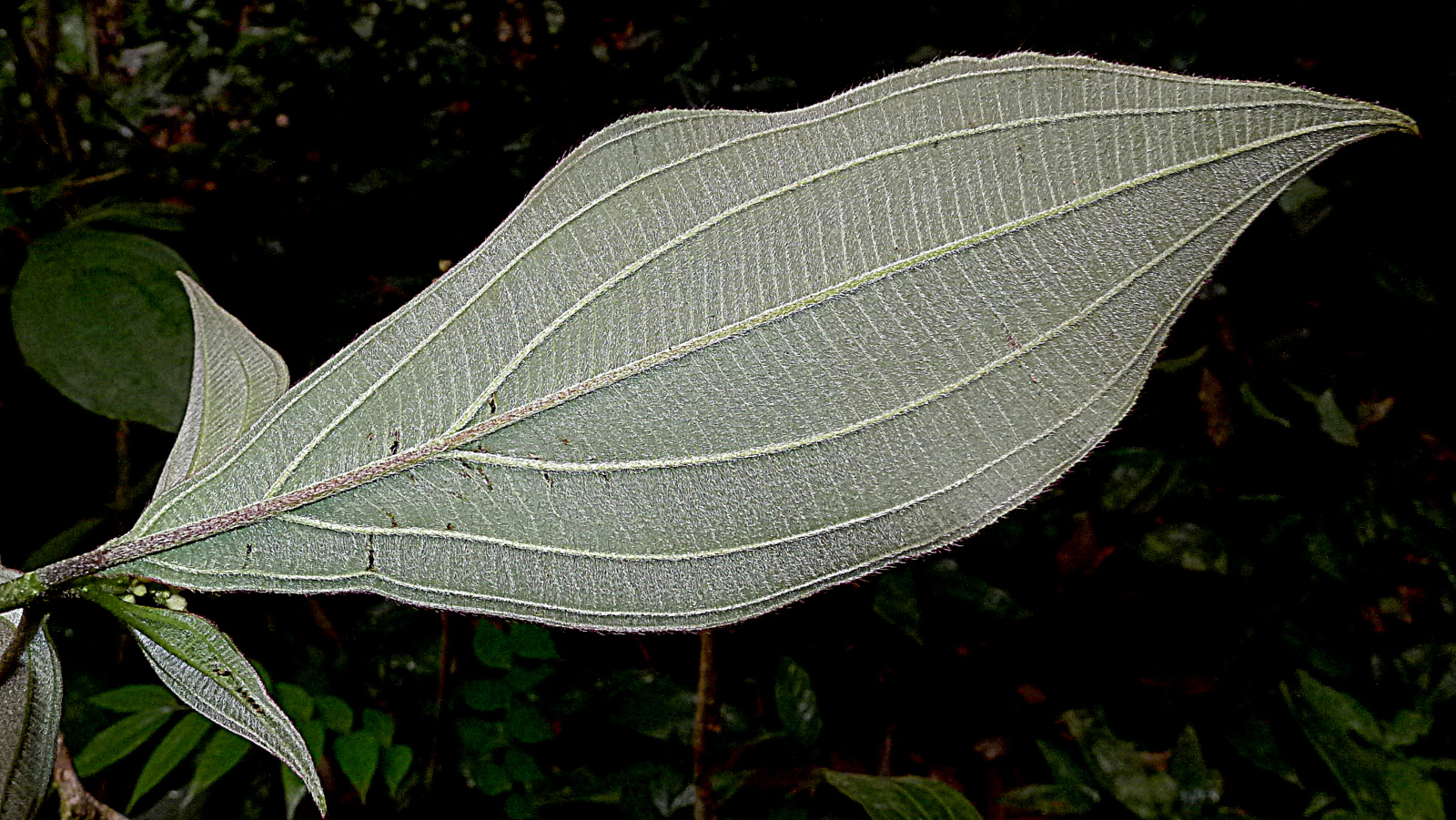
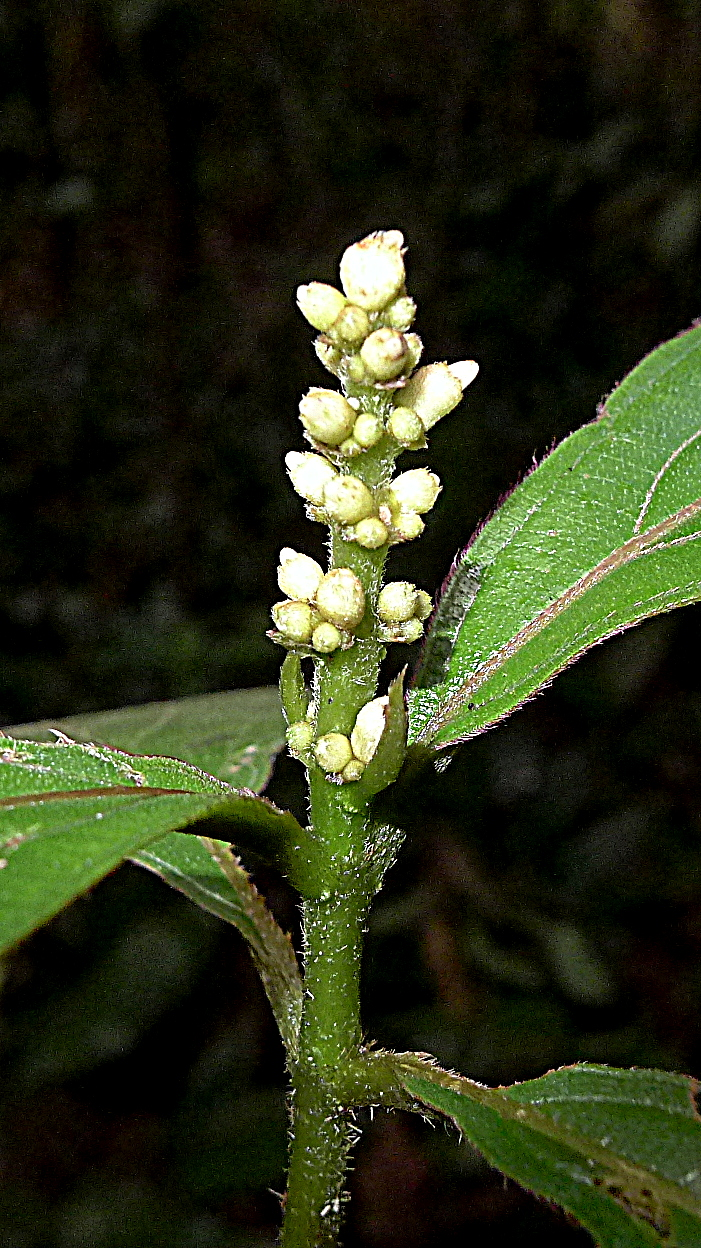
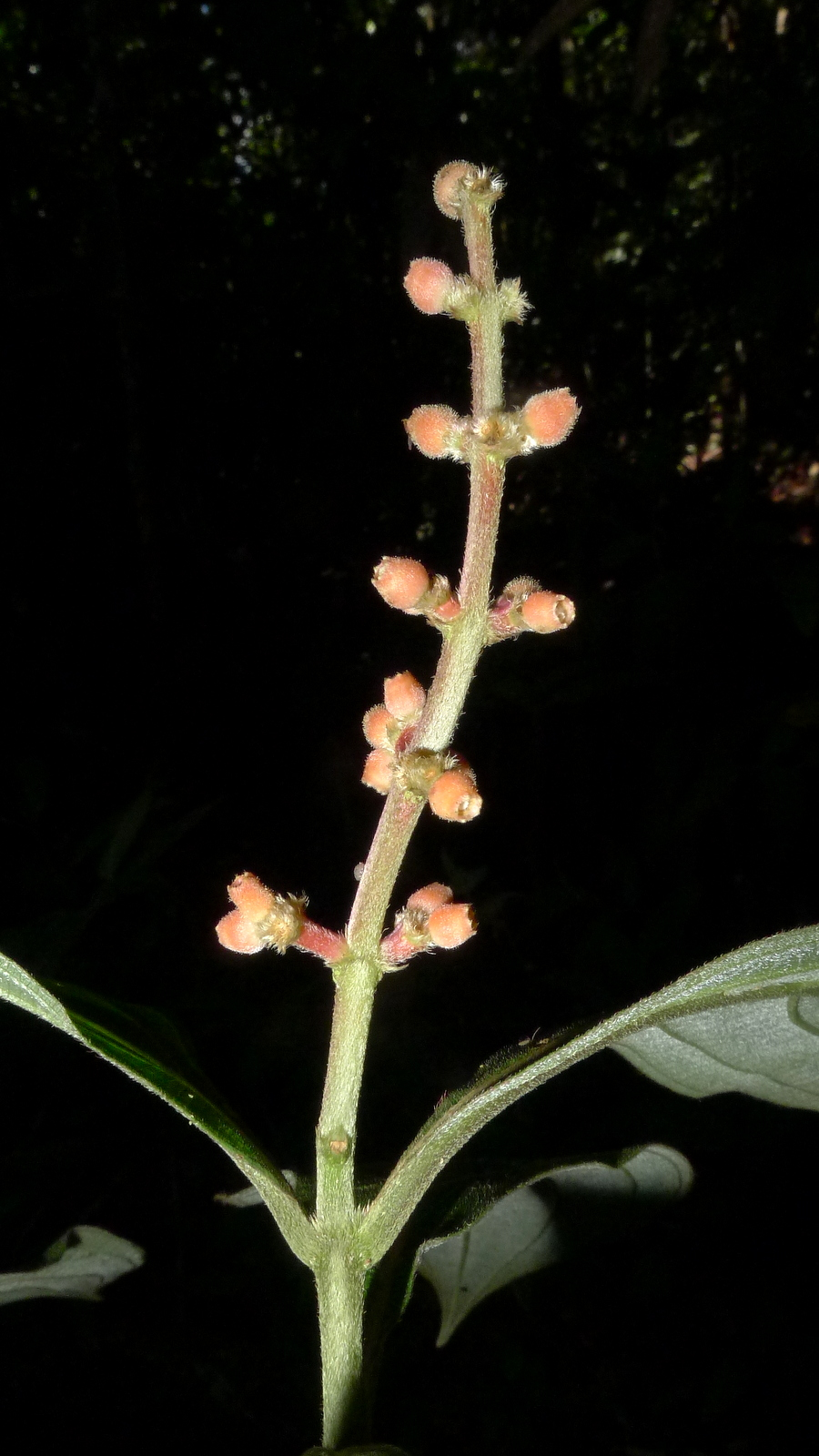